# Атаманчук Андрій Вікторович
Андрі́й Ві́кторович Атаманчу́к (нар. 6 травня 1979 — пом. 5 вересня 2014) — солдат 24-го батальйону територіальної оборони «Айдар» Збройних сил України, учасник російсько-української війни.

## Життєпис
Народився 6 травня 1979 року у шахтарському місті Червоноград. При живих батьках, Андрія виховувала бабуся.
Пройшов строкову службу в армії.
Проживав в м. Червонограді, одружився. Подружнє життя не склалося, і після розлучення Андрій приїхав у Луцьк, опісля мав ще 2 шлюби. В 2000-х встановлював у місті системи відеонагляду.
Брав участь в подіях Революції Гідності у складі Автомайдану. У часи війни — боєць 2-ї роти «Захід», 24-й батальйон територіальної оборони «Айдар».
5 вересня 2014 року загинув під час бою з російськими диверсантами, які напали на бійців 2-ї роти батальйону із засідки поблизу села Весела Гора. Бійці батальйону, на двох машинах, під'їхали до блокпосту, на якому майорів український прапор. Командир групи вийшов з машини, але терористи відкрили вогонь, в результаті чого — було прострелено бензобак, а одна з автівок — вибухнула.
Похований в м. Луцьку на Алеї почесних поховань кладовища Гаразджа.
Без Андрія залишились 7-річний син Максим та 13-річна донька Марія; дружина Руслана Анатоліївна.

## Нагороди
- Рішенням Червоноградської міської ради № 833 від 25 червня 2015 року присвоєно звання «Почесний громадянин міста Червонограда» (посмертно)[2][3].
- Рішенням Луцької міської ради № 44/1 від 25 липня 2018 року присвоєно звання «Почесний громадянин міста Луцька» (посмертно)[3].
- Рішенням Волинської обласної ради № 31/3 від 10 вересня 2020 року присвоєно звання «Почесний громадянин Волині» (посмертно)[4].
- Указом Президента України № 97/2021 від 12 березня 2021 року, за особисту мужність, виявлену у захисті державного суверенітету та територіальної цілісності України, самовіддане служіння Українському народу, нагороджений орденом «За мужність» III ступеня (посмертно))[5].
- Нагороджений нагрудним знаком «За оборону Луганського аеропорту» (посмертно)[3].
- Почесні громадяни Сокальської міської територіальної громади (посмертно)
- Його портрет розміщений на меморіалі «Стіна пам'яті полеглих за Україну» у Києві: секція 4, ряд 9, місце 10
- Вшановується в меморіальному комплексі «Зала пам'яті», в щоденному ранковому церемоніалі 5 вересня[6]